# 漏刻博士
漏刻博士為中國古代文官官職名，在清朝之位階為從九品。漏刻博士職能通常是天文曆法換算，漏刻原指水鐘，但這裡是指時間的意思，為配置於欽天監官署之基層官員。1910年代，清朝滅亡後，該官職廢除。